# Ko Nang Yuan
Ko Nang Yuan (Thai: เกาะนางยวน, thailändisch: Schildkröteninsel) ist eine kleine Insel vor der Südostküste Thailands im Golf von Thailand. 

## Geografie
Ko Nang Yuan ist direkt der Insel Ko Tao vorgelagert, von wo aus auch regelmäßige Bootsverbindungen bestehen. Nahe bei Ko Nang Yuan befinden sich zwei weitere felsige Inseln, die durch eine Sandbank verbunden sind, die bei Flut teilweise unter Wasser steht. Direkt nördlich von Ko Nang Yuan liegt die winzige Ko Nang Yuan Lek (เกาะนางยวนเล็ก), auf der sich eine Tauchschule befindet. Nördlich davon liegt Ko Hang Tao (เกาะหางเต่า - Schildkrötenschwanz-Insel). Alle drei Inseln gehören zum Landkreis (Amphoe) Ko Pha-ngan der Provinz Surat Thani.
Bis vor ein paar Jahrzehnten besiedelten große Meeresschildkröten die Inseln. Ko Nang Yuan war unbewohnt und nur von Fischern aufgesucht. Sie befindet sich heute in Privatbesitz. Die stark dezimierten Meeresschildkröten werden auf der Insel heute wieder nachgezüchtet.

## Tourismus
Seit 1986 wurden einige Bungalows für Touristen, ein Restaurant und eine Tauchbasis errichtet. In der direkten Umgebung von Ko Nang Yuan und Ko Tao liegen zum Sporttauchen geeignete Gebiete.

Ko Hang Tao
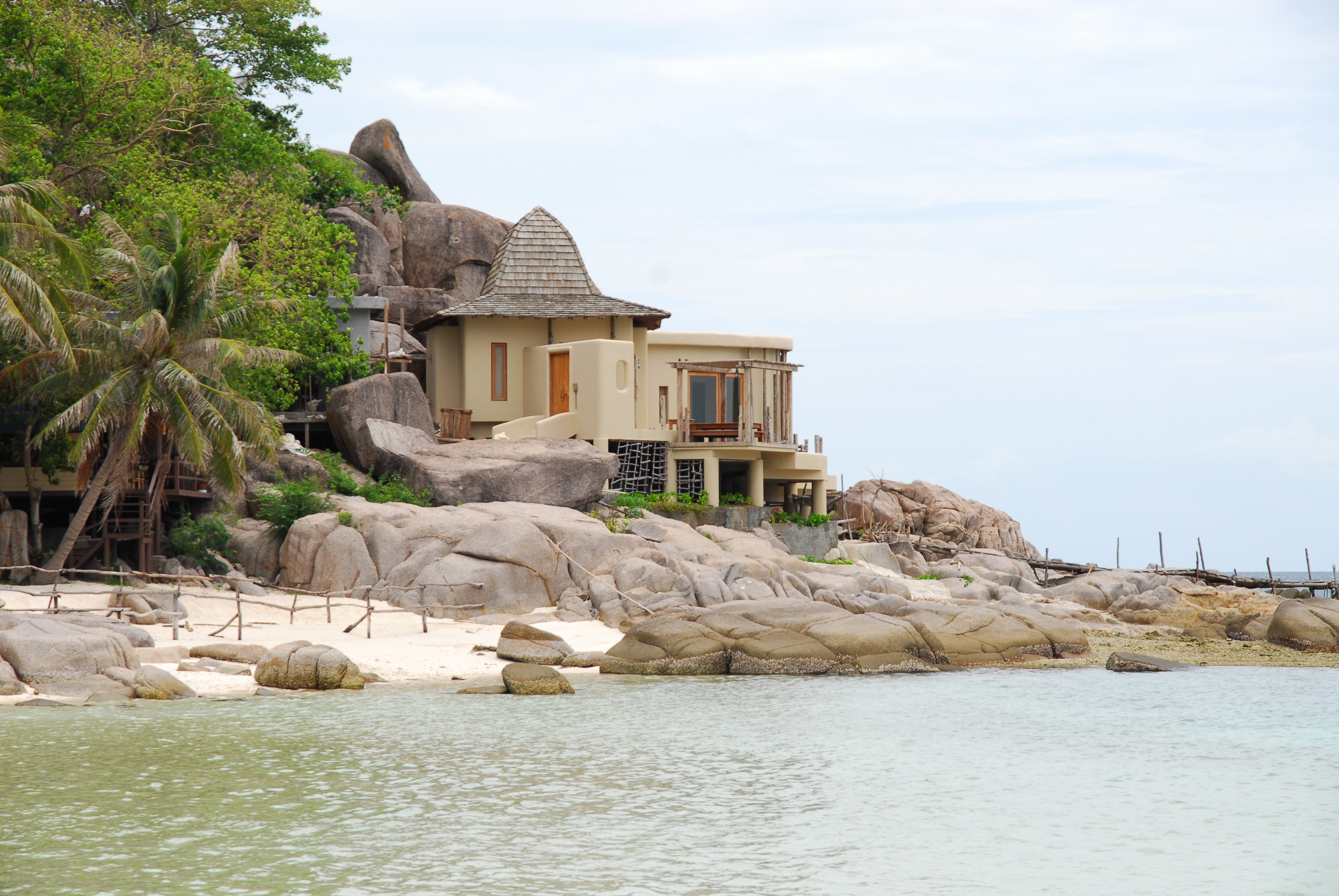
Unterkunft auf Ko Hang Tao
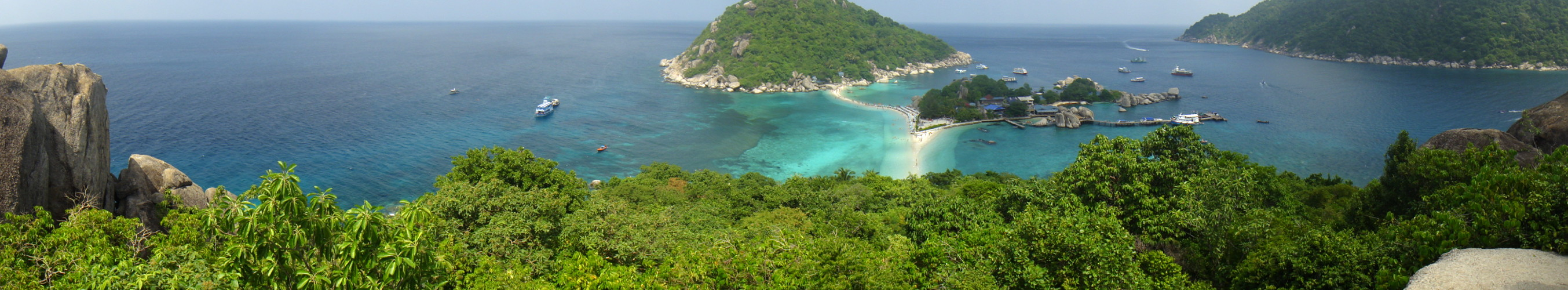